# Cindy Caputo
Pour les articles homonymes, voir Caputo.
Cindy Caputo, née le 7 février 1999 à Aix-en-Provence, est une footballeuse française évoluant au poste d'attaquante.

## Carrière

### Carrière en club
Cindy Caputo joue dans sa jeunesse à l'US Mineurs de Meyreuil (de 2005 à 2010) à Biver Sports (de 2010 à 2012) et au FC Rousset SVO (de 2013 à 2014). Elle rejoint l'Olympique de Marseille à l'été 2014. Après avoir été sacrée championne de deuxième division, elle fait ses débuts en première division lors de la saison 2016-2017. 
Après six ans sous le maillot olympien, elle quitte le club à l'été 2020 et rejoint l'AS Saint-Étienne.

### Carrière en sélection
Elle compte une sélection avec l'équipe de France des moins de 16 ans en 2015, deux sélections avec l'équipe de France des moins de 17 ans en 2015, treize sélections en équipe de France des moins de 19 ans de 2017 à 2018 et deux sélections en équipe de France en 2024.
Elle est finaliste du championnat d'Europe des moins de 19 ans 2017.
Après un  bon début de saison de son club de l'AS Saint-Étienne en Arkema Première Ligue lors de la saison 2024-2025, où elle inscrit notamment deux buts, elle est appelée par Laurent Bonadei en équipe de France au moins d'octobre et honore sa première cape le 25 octobre 2024 en entrant en jeu face à la Jamaïque.

## Statistiques

### En club
| Saison                | Club                   | Championnat           | Championnat | Championnat | Coupe(s) nationale(s) | Coupe(s) nationale(s) | Total | Total |
| Saison                | Club                   | Division              | M.          | B.          | M.                    | B.                    | M.    | B.    |
| 2014-2015             | Olympique de Marseille | Championnat U17       | 12          | 9           | -                     | -                     | 12    | 9     |
| 2015-2016             | Olympique de Marseille | Championnat U17       | 20          | 15          | -                     | -                     | 20    | 15    |
| Sous-total            | Sous-total             | Sous-total            | 32          | 24          | -                     | -                     | 32    | 24    |
| 2016-2017             | Olympique de Marseille | Division 1            | 13          | 0           | -                     | -                     | 13    | 0     |
| 2017-2018             | Olympique de Marseille | Division 1            | 13          | 2           | 1                     | 0                     | 14    | 2     |
| 2018-2019             | Olympique de Marseille | Division 2            | 15          | 6           | -                     | -                     | 15    | 6     |
| 2019-2020             | Olympique de Marseille | Division 1            | 14          | 2           | 1                     | 0                     | 15    | 2     |
| Sous-total            | Sous-total             | Sous-total            | 55          | 10          | 2                     | 0                     | 57    | 10    |
| 2020-2021             | AS Saint-Étienne       | Division 2            | 7           | 1           | -                     | -                     | 7     | 1     |
| 2021-2022             | AS Saint-Étienne       | Division 1            | 18          | 1           | 1                     | 0                     | 19    | 1     |
| 2022-2023             | AS Saint-Étienne       | Division 2            | 22          | 17          | 1                     | 0                     | 23    | 17    |
| 2023-2024             | AS Saint-Étienne       | Division 1            | 11          | 3           | -                     | -                     | 11    | 3     |
| 2024-2025             | AS Saint-Étienne       | Arkema Première Ligue | 5           | 2           | -                     | -                     | 5     | 2     |
| Sous-total            | Sous-total             | Sous-total            | 63          | 24          | 2                     | 0                     | 65    | 24    |
| Total sur la carrière | Total sur la carrière  | Total sur la carrière | 135         | 56          | 4                     | 0                     | 139   | 56    |

## Palmarès
- Finaliste du championnat d'Europe des moins de 19 ans en 2017 avec l'équipe de France des moins de 19 ans
- Vainqueur du Championnat de France de deuxième division en 2016 avec l'Olympique de Marseille